# Borgward
Borgward est un ancien constructeur automobile allemand basé à Brême, créé en 1933 par Carl F. W. Borgward (1890–1963) et qu'il dirigea jusqu'à sa faillite controversée en 1961. Ce  fut sans doute la dernière entreprise personnelle de construction automobile d'importance dans ce pays.
Une relance de la marque a été annoncée par le petit-fils du fondateur, Christian Borgward, avec la présentation de deux modèles au Salon international de l'automobile de Genève 2015.

## Historique

### Entre-deux-guerres
À partir de 1924, la Fabrique de glacières de Brême Borgward & Co. (Bremer Kühlerfabrik Borgward & Co.) a produit le Blitzkarren (de), un véhicule ouvert à trois roues d'une capacité de chargement de cinq quintaux allemands (soit 250 kg), qui a trouvé preneurs sur le marché comme petite camionnette de livraison, après la période d'inflation en Allemagne. Le conducteur était assis sur une selle de moto derrière l'essieu arrière, la plate-forme de chargement se trouvant devant lui, entre la roue avant unique et l'essieu arrière entraîné, via une courroie, par un moteur monocylindre à deux temps (DKW, plus tard Ilo) d'une cylindrée de 120 cm³ et d'une puissance de 2,2 ch. Le véhicule avait des freins sur les roues arrière. Il n'y avait ni embrayage, ni transmission manuelle : pour démarrer, le conducteur devait pousser le véhicule et sauter sur son siège dès que le moteur tournait.
En 1925, l'homme d'affaires Wilhelm Tecklenborg rejoint la jeune entreprise, le terrain et les bâtiments restant la propriété privée de Borgward. L'entreprise s'appelait désormais Fahrzeugwerke Borgward & Co GmbH.
Tecklenborg a pu vendre un nombre considérable de Blitzkarren à la Reichspost, qui les a utilisés à Brême pour la distribution du courrier et la livraison des colis.

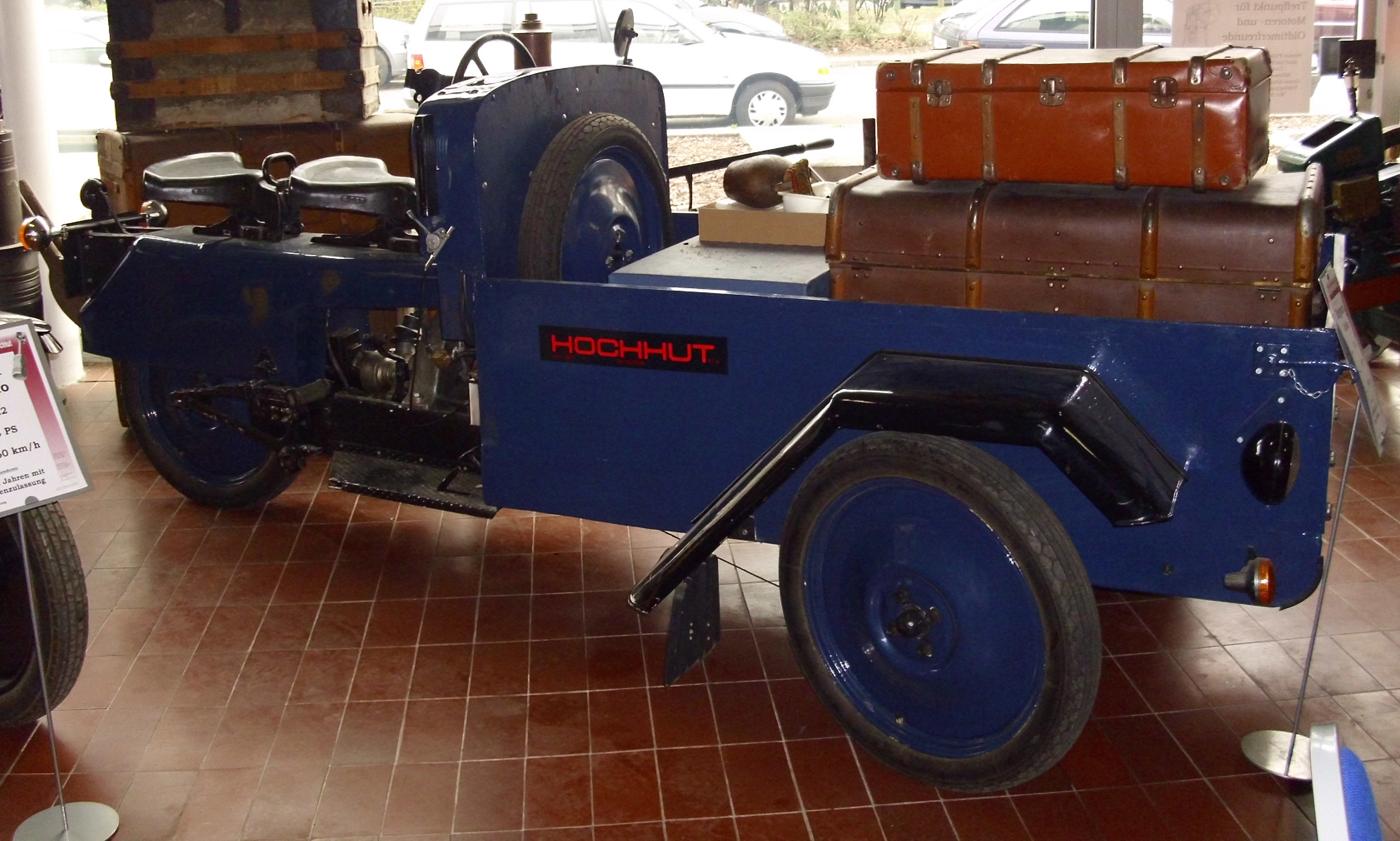
Chariot de livraisons Goliath Standard.

En plus du Blitzkarren, Borgward a sorti en 1925 le Goliath, un « chargeur frontal » dont la plate-forme de chargement reposait désormais sur un essieu avant à deux roues, pouvant même disposer d'un siège passager moyennant un supplément. Le Goliath Standard (de) avait une charge utile de 500 kg ; il était équipé d'un moteur de 350 cm³ d'une puissance de 7,5 ch, cette fois pourvu d'un embrayage, d'une boîte de vitesses et d'un frein sur toutes les roues.

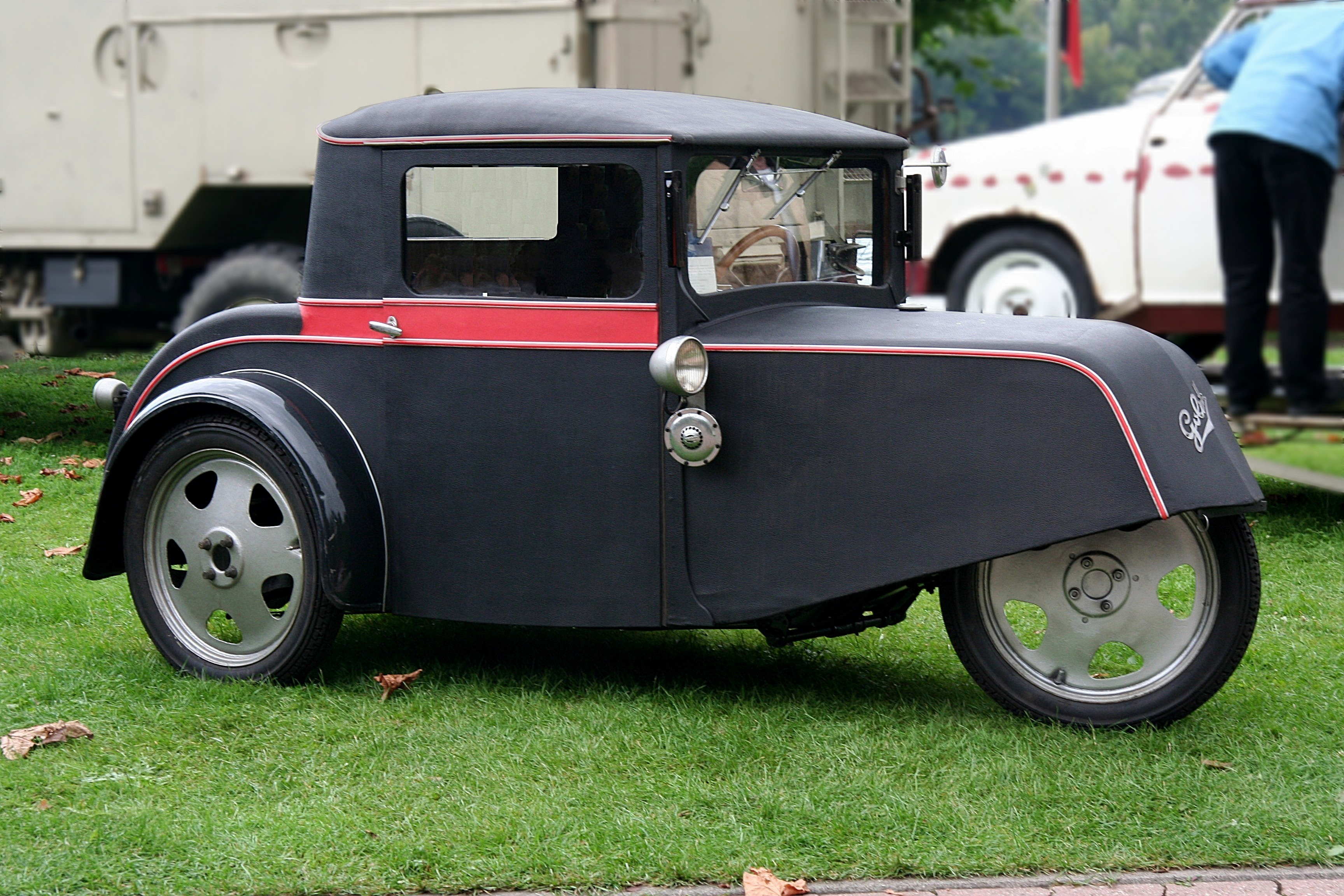
Tricycle Goliath Pionier, 1931.
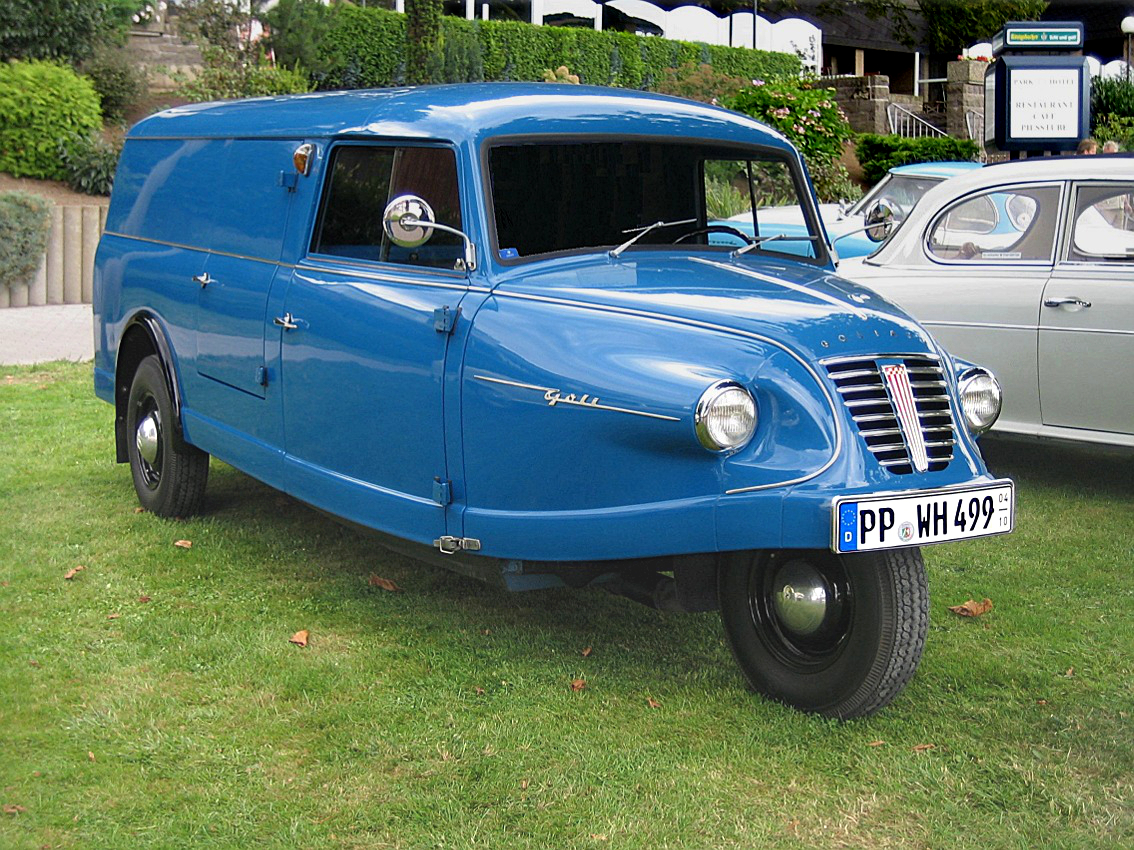
Goliath Goli (1959), un descendant des tricycles de l'entre-deux-guerres.

À Bremer Neustadt, les anciens bâtiments n'étaient pas suffisants pour développer la production, et Borgward et Tecklenborg ont acquis un site industriel aménagé à proximité. D'autres modèles furent créés au cours des années suivantes. La demande pour les Blitzkarren et les Goliath était très satisfaisante pour l'époque : huit exemplaires des deux modèles pouvaient être construits et vendus chaque jour. À la fin des années 1920, un véhicule commercial sur quatre dans le Reich allemand était un Goliath.

### Seconde Guerre mondiale

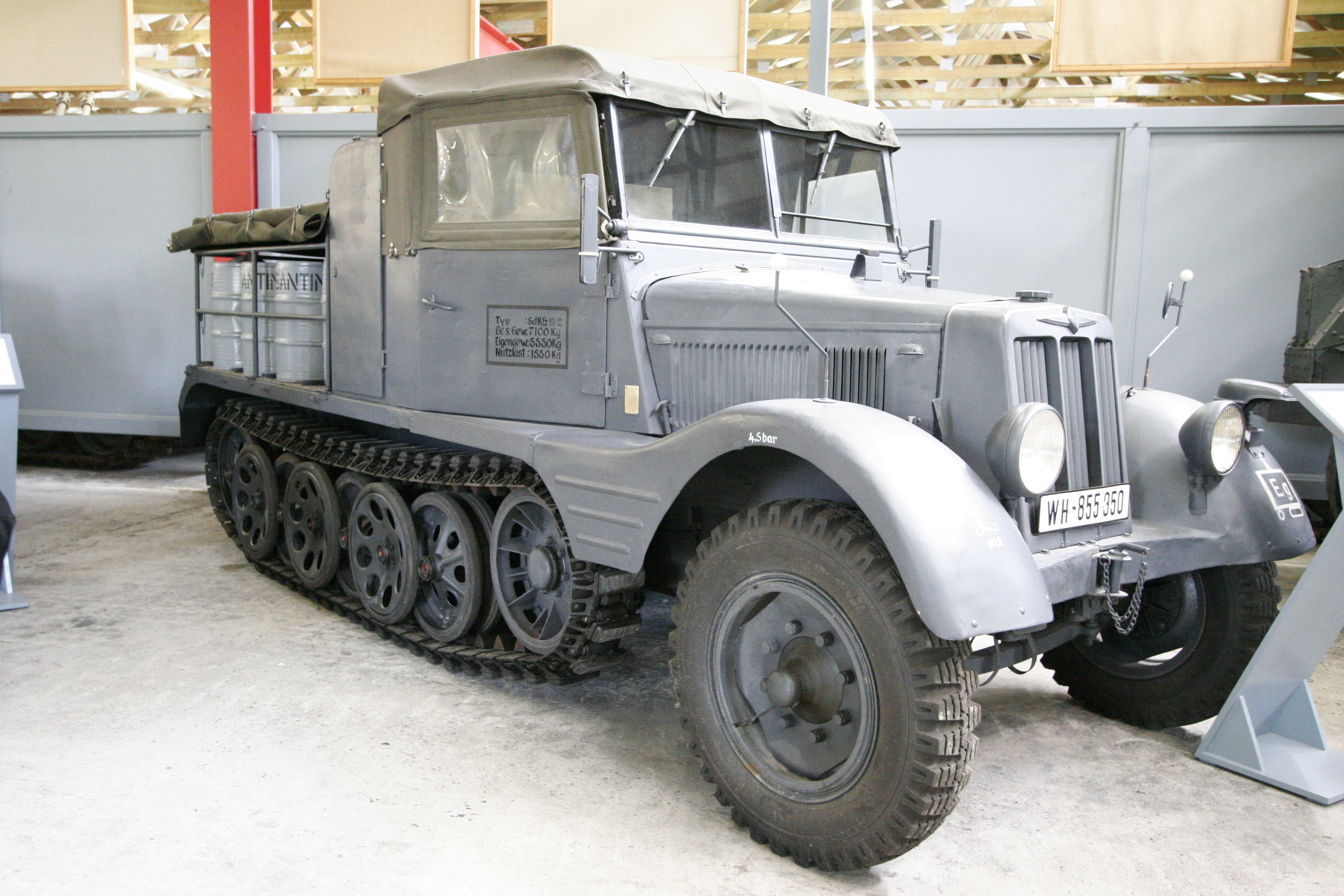
Sd.Kfz. 11, par Borgward.

Pendant la Seconde Guerre mondiale, l'entreprise Borgward était l'un des principaux fournisseurs de véhicules semi-chenillés, comme des véhicules blindés de transport de troupes, des tracteurs et des camions de transport de matériel. Pendant la guerre, le site d'essais de l'usine fut mis à la disposition de la Luftwaffe pour le stationnement de canons antiaériens destinés à protéger la ville de Brême. Des torpilles ont également été produites à cette époque. Lors du raid aérien sur Brême, le 12 octobre 1944, la moitié des bâtiments de l'usine de Brême-Sebaldsbrück, ouverte en 1938, furent détruits, ainsi que 90 % de l'usine Goliath de Hastedt.
Pour se protéger des raids aériens alliés, une succursale  fut construite dans la forêt de Nadah, à Ottersberg, au cours de l'hiver 1943/1944, sous la direction de l'organisation Todt, en grande partie par des prisonniers de guerre et des travailleurs forcés. La construction des moteurs était confiée à six halls solides, où des travailleurs forcés ou des ouvriers de l'Est étaient transportés chaque jour dans des camions depuis Brême. La production de boîtes de vitesses et d'essieux avait été transférée à Delmenhorst. Dans la nouvelle usine de Sebaldsbrück, les SS entretinrent, du 25 août 1944 jusqu'au raid aérien intensif d'octobre 1944, une annexe du camp de concentration de Neuengamme, nommée sous-camp de Brême-Sebaldsbrück, rassemblant un millier d'hommes polonais et russes transférés d'Auschwitz. Les prisonniers étaient logés aux étages supérieurs d'une ancienne usine, sur le site Borgward de Sebaldsbrück, et devaient travailler dans la production d'armement. Après presque deux mois, les SS firent évacuer le sous-camp de concentration et les prisonniers furent emmenés au camp principal de Neuengamme.

## Les différentes marques du groupe Borgward après guerre

### Lloyd
Les Lloyd sont les petites voitures populaires du groupe, équipées de moteurs à combustion interne deux cylindres et moteur à deux temps.
Dernier modèle : l'Arabella à quatre cylindres et moteur à quatre temps, sortie à la fin des années 1950. Elle termina sa carrière sous le logo Borgward.

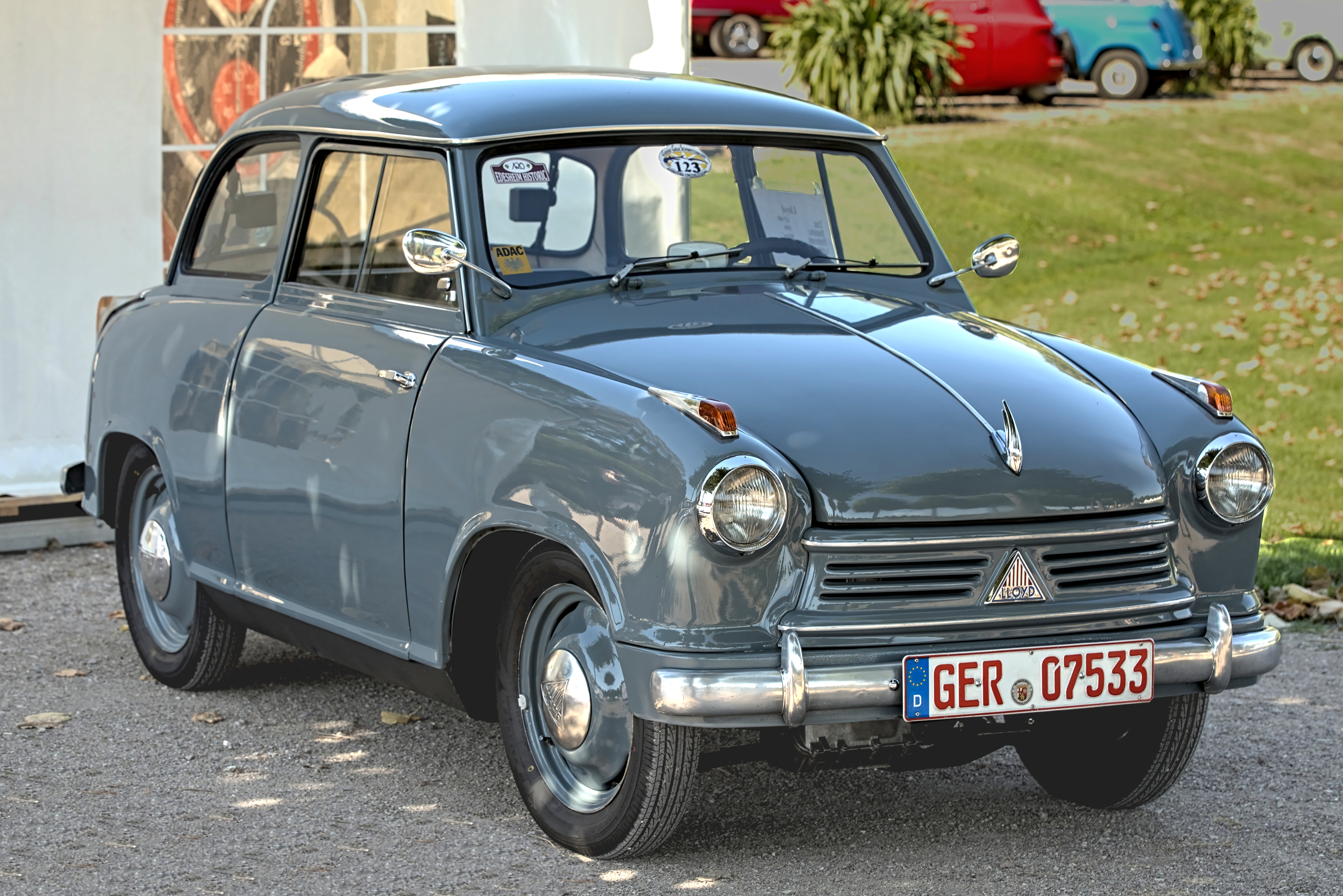
Lloyd LP 600 Limousine.
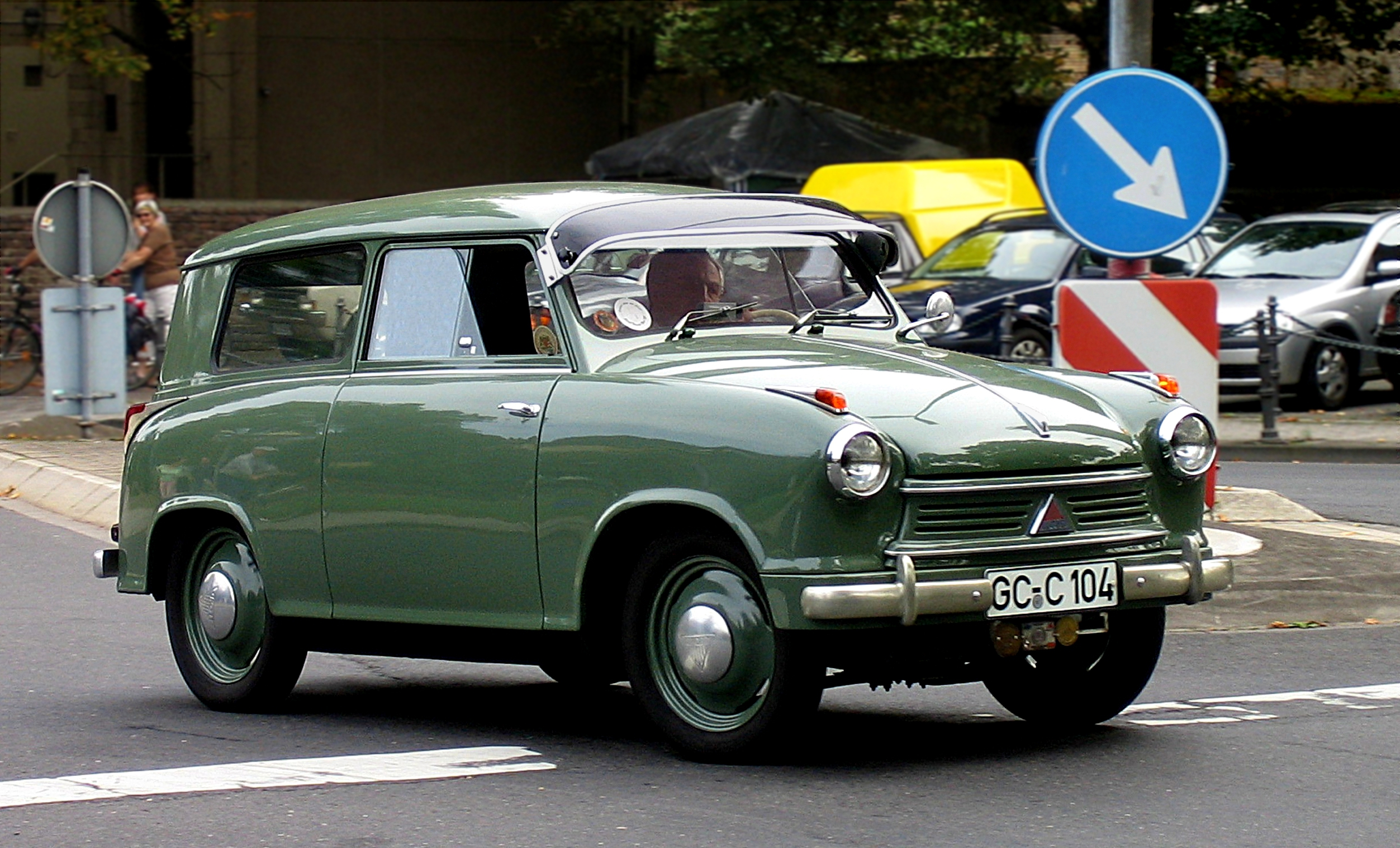
Lloyd LS 600.
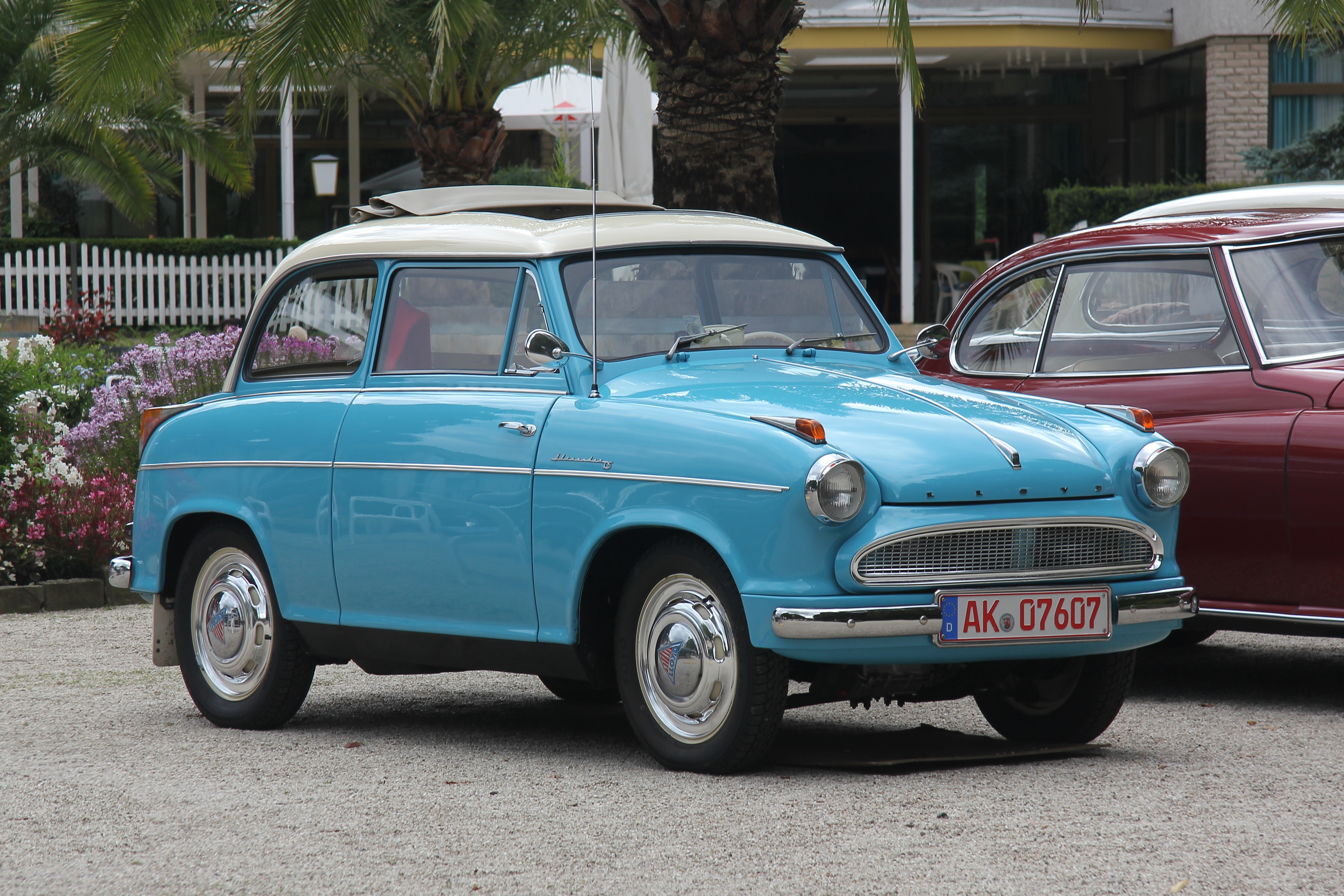
Lloyd Alexander TS.
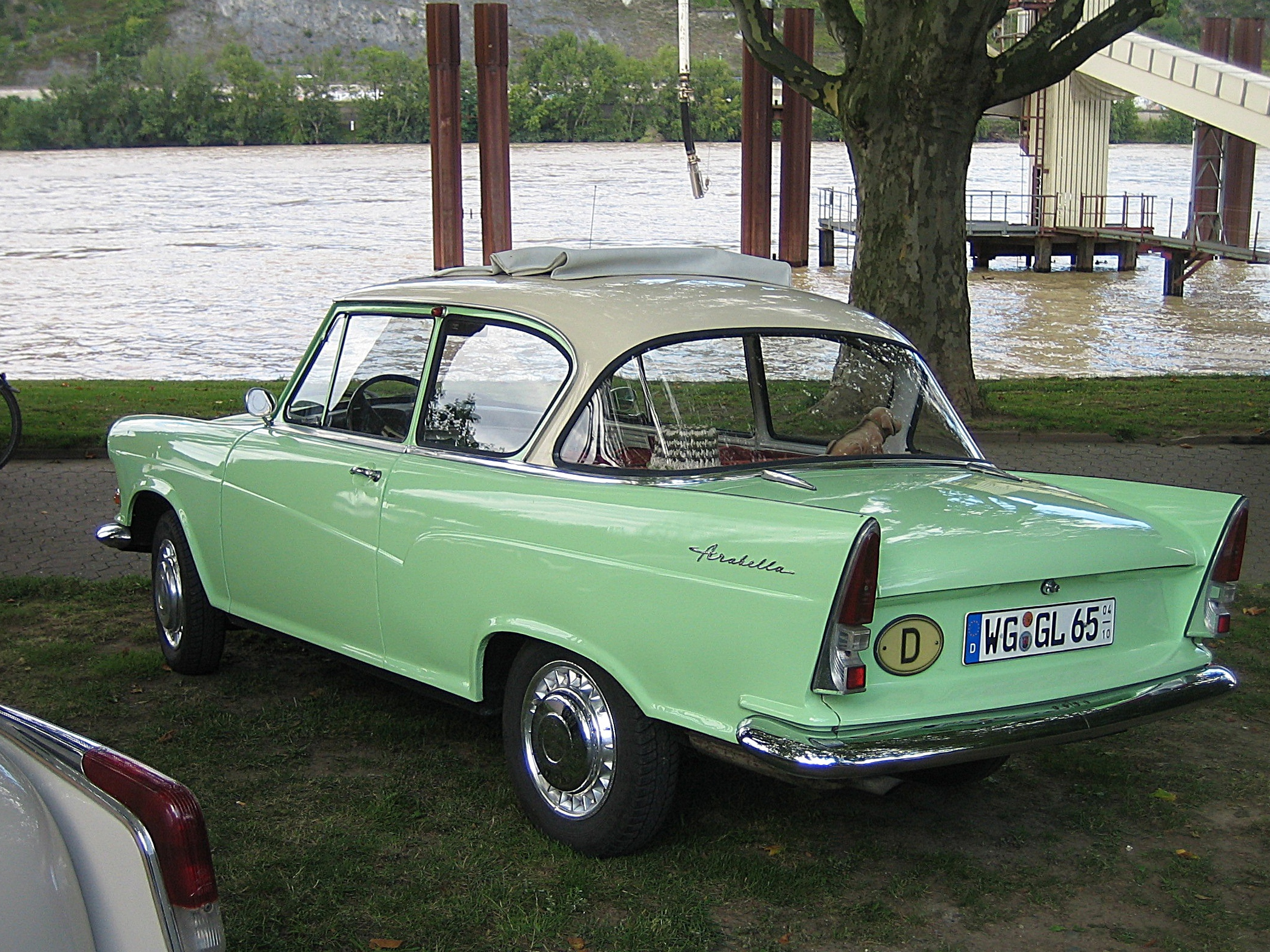
Lloyd Arabella.

### Goliath
Les Goliath sont des voitures plus spacieuses que les Lloyd, également avec des moteurs à deux temps, dont certains à injection. Dernier modèle : la GP 1100 en 1958.

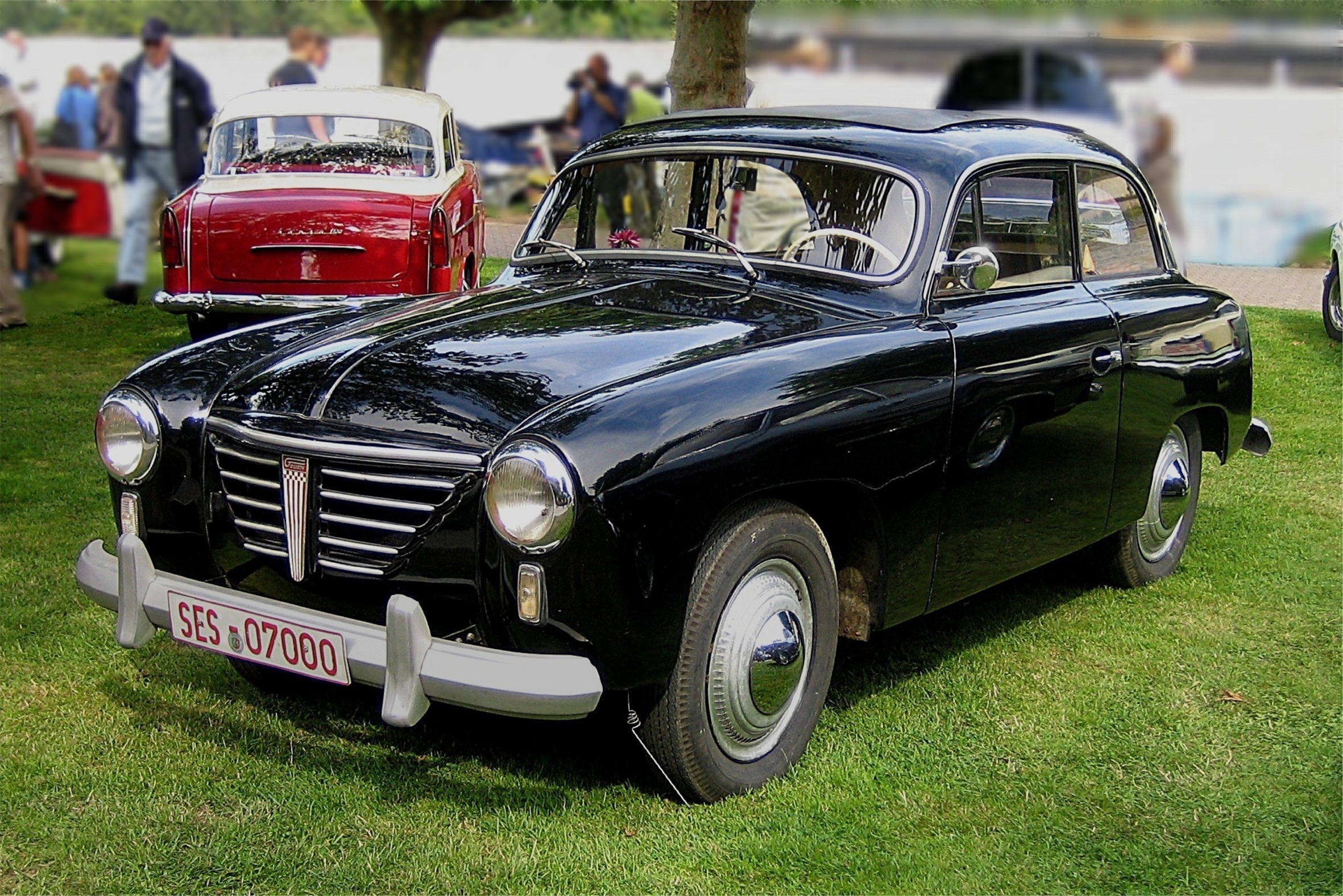
Goliath GP 700 V.
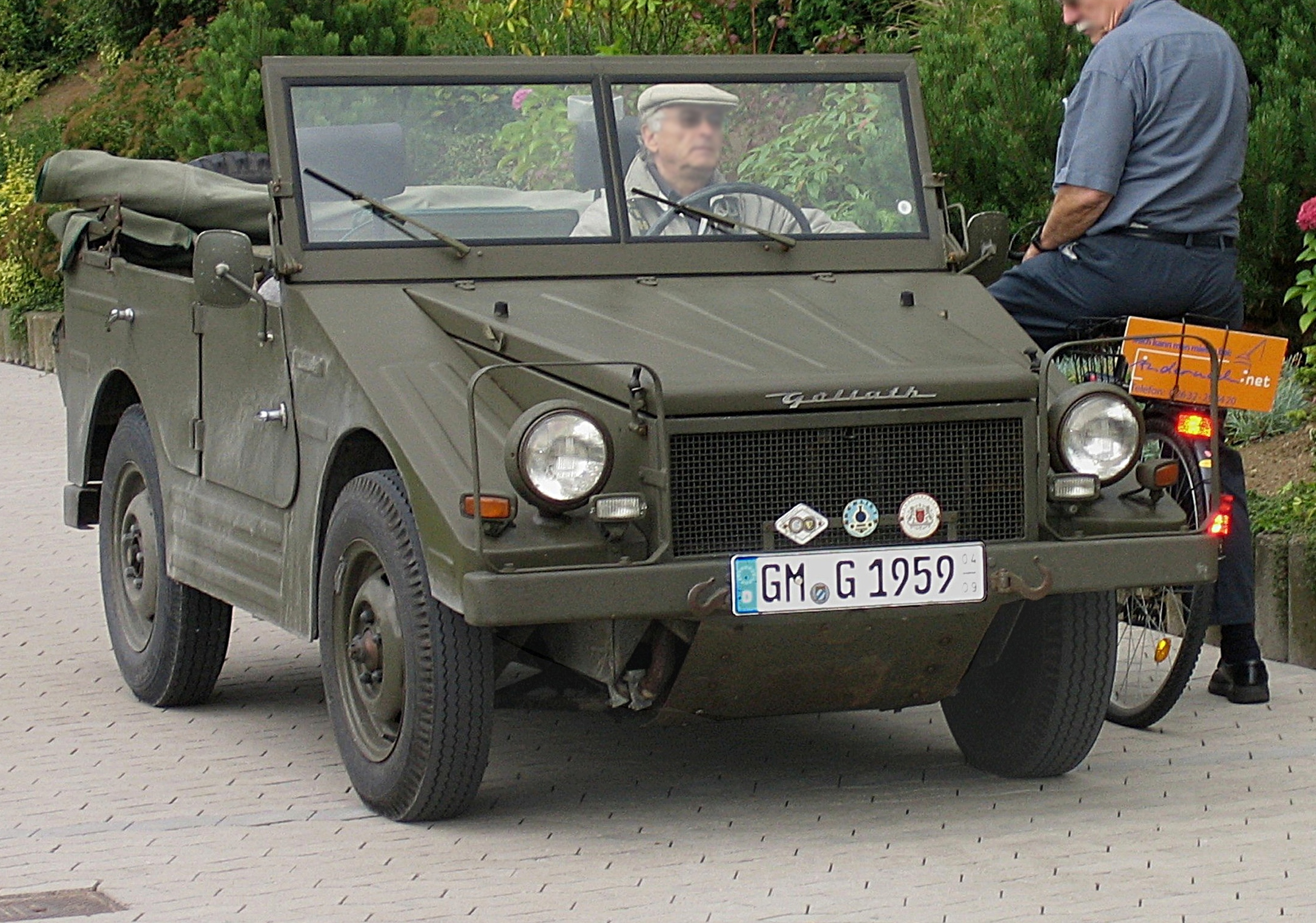
Goliath Jagdwagen, 1959.
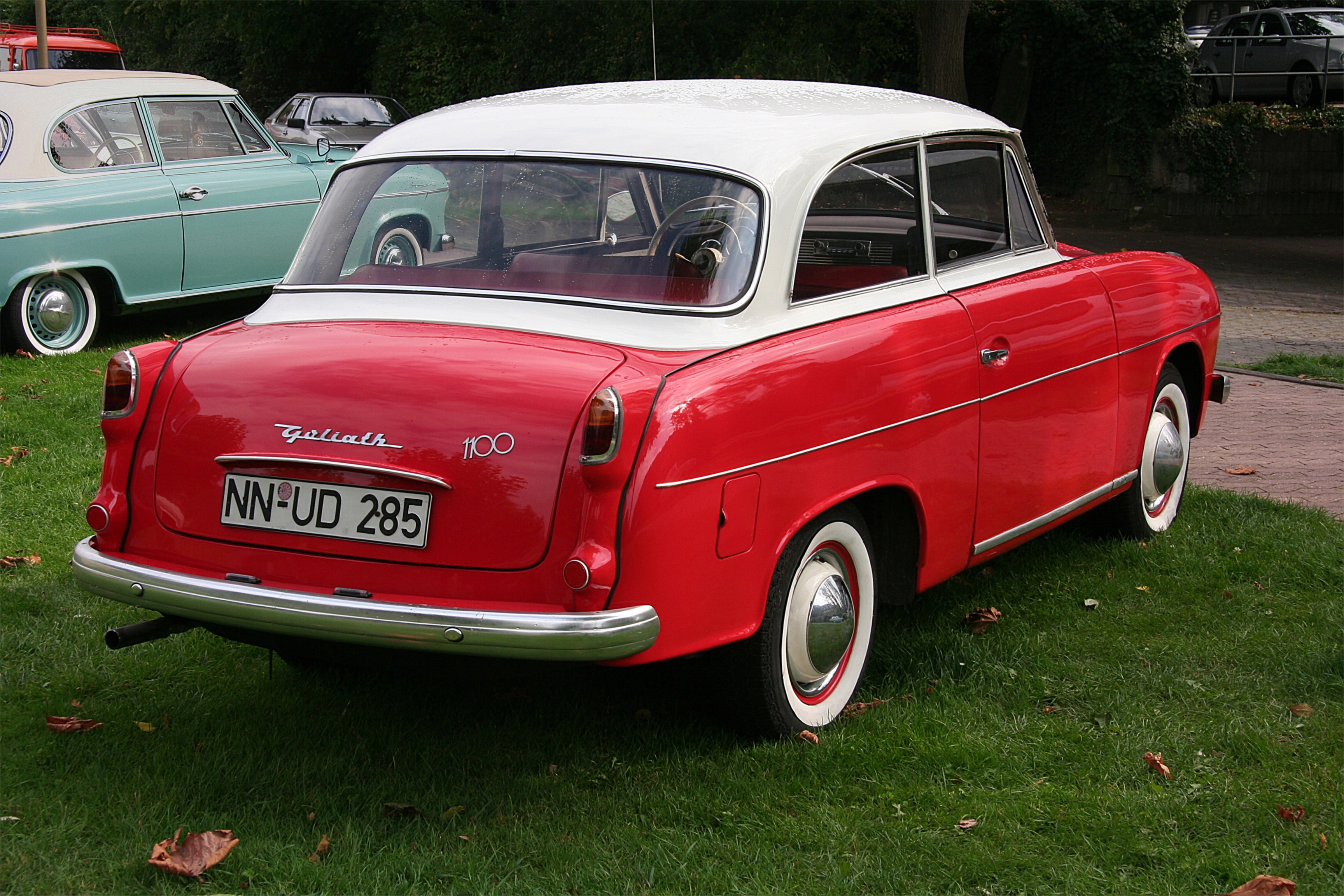
Goliath GP 1100.
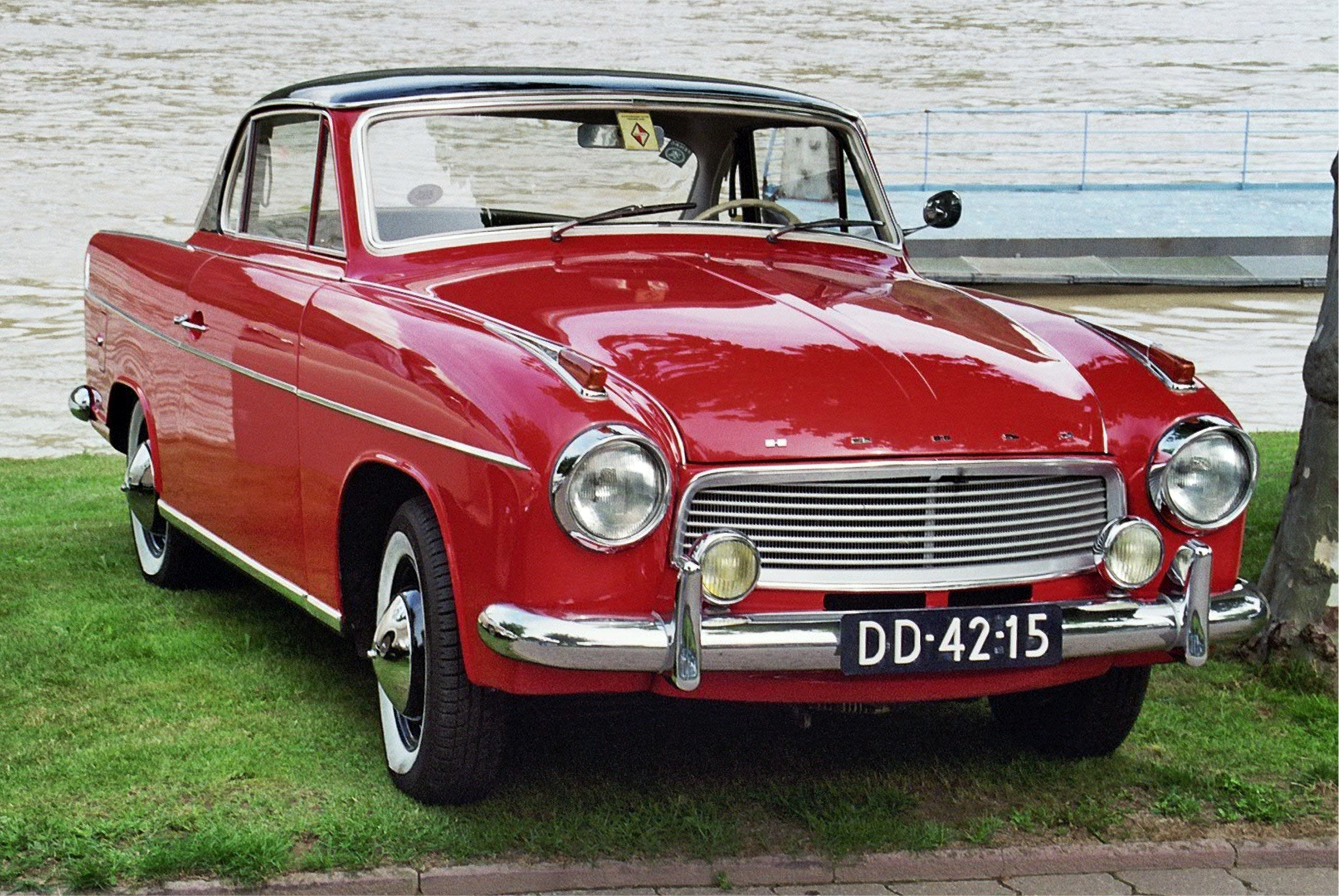
Hansa 1100 Coupé.

### Hansa

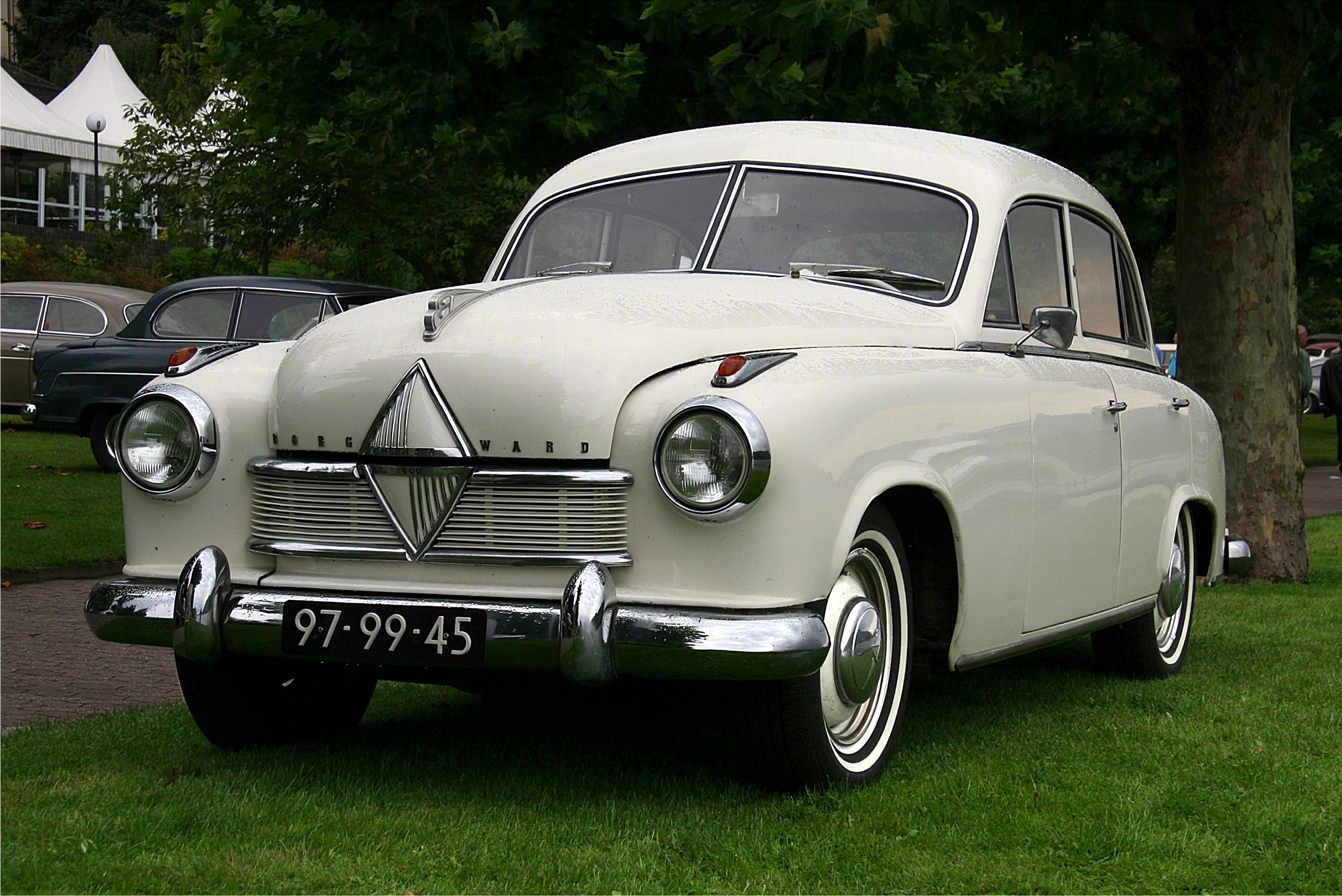
Borgward Hansa 1800 de 1952-1954

Le nom Hansa a été utilisé en tant que marque à part entière, pendant les années 1930. Après la Seconde Guerre mondiale et la construction du blindé radiocommandé Borgward IV, l'appellation Borgward est passée au premier plan, Hansa n'apparaissant plus que comme nom de modèle. Exemple : la Borgward Hansa 1800.
Quelques années plus tard, en 1959, Hansa a récupéré son nom de marque, en modifiant les Goliath, avec des moteurs à quatre temps.

### Borgward

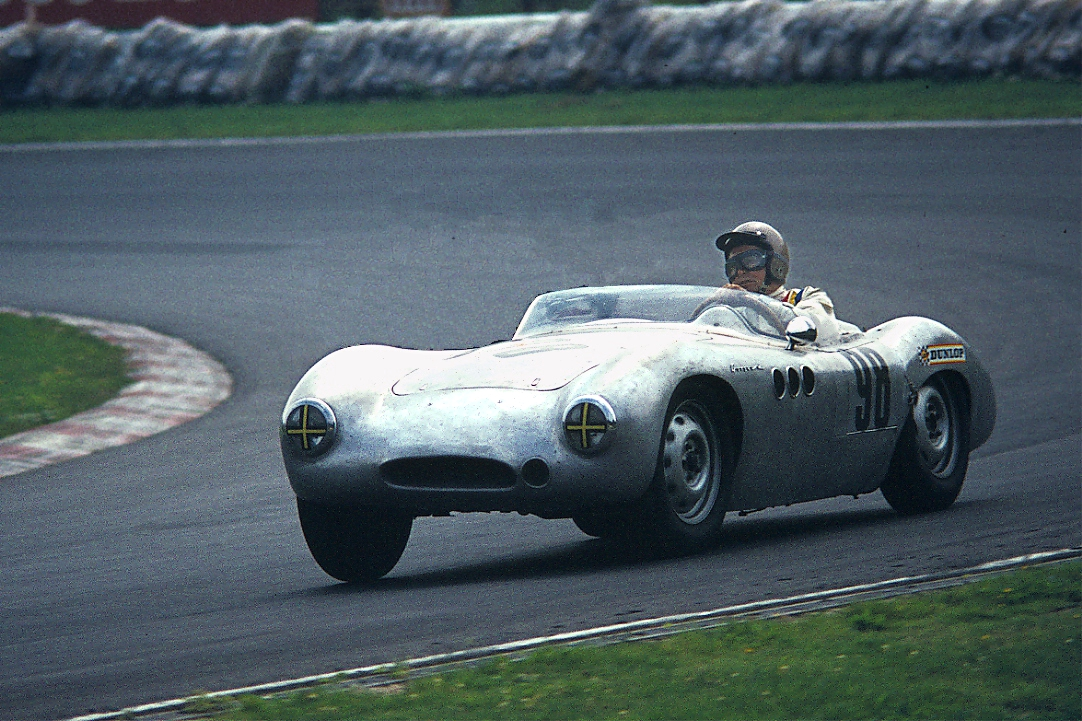
Borgward RS (1954).

Borgward visait le marché du haut de gamme.
Le modèle le plus populaire demeura l'Isabella 1 500 cm3, proposée en deux versions : normale 60 ch et TS 75 ch. Plus de 200 000 exemplaires en ont été produits. Le coupé Isabella se distinguait particulièrement par son élégance.
La Borgward la plus prestigieuse fut la P100 avec une cylindrée de 2,3 litres et six cylindres. Le design de la dernière version dévoilée en 1959 était très réussi et faisait concurrence à la Mercedes 220 SE et à l'Opel Kapitän A. Elle offrait, moyennant supplément, une suspension pneumatique.
Après la faillite du groupe, la P100 fut de nouveau assemblée au Mexique, à la fin des années 1960, par l'entreprise FANASA, sous le nom de 230 et en trois versions : base, luxe (correspondant à la version allemande) et Limosino (version jamais assemblée en Allemagne).

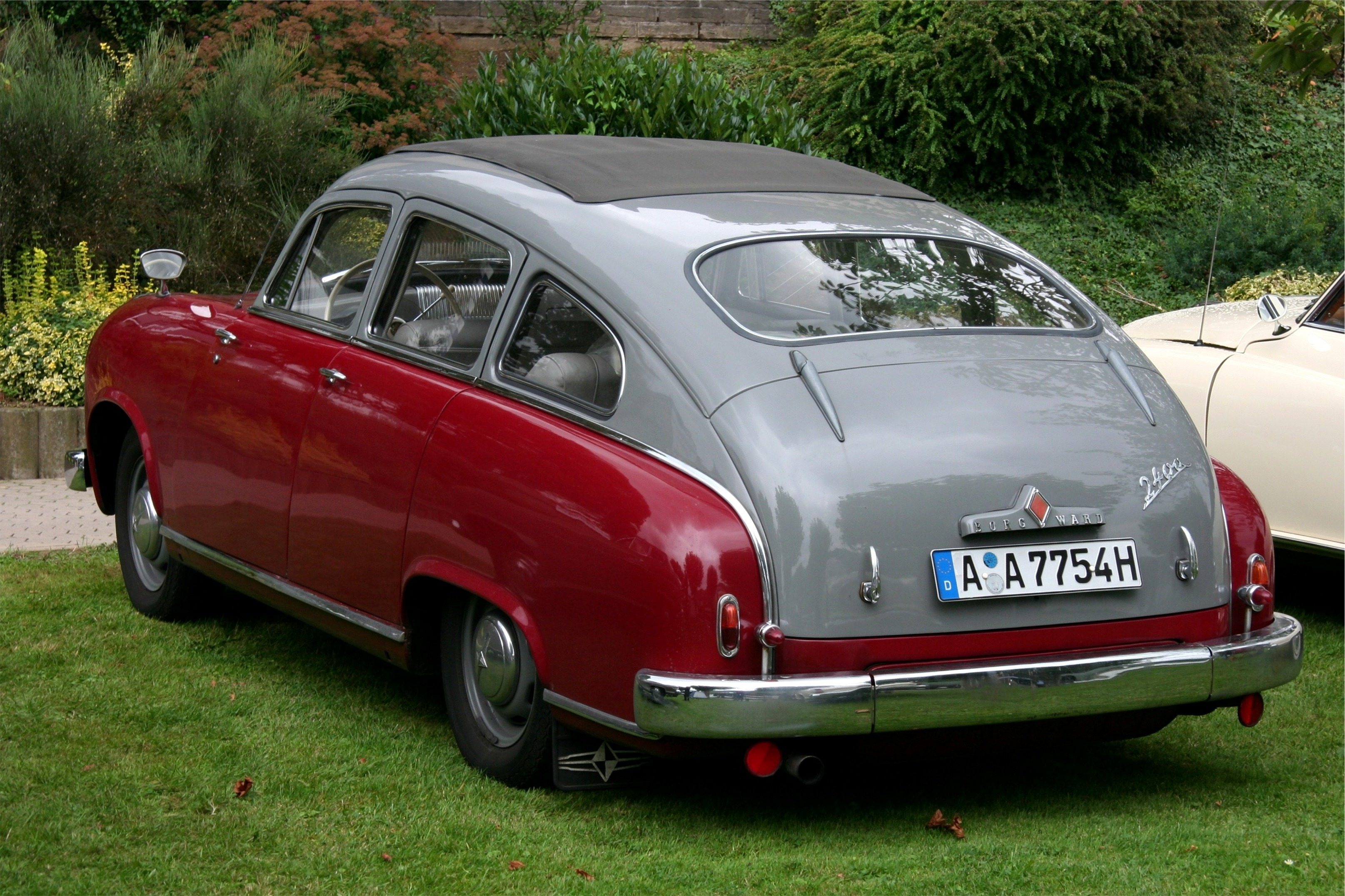
Borgward Hansa 2400, fast-back, 1952.
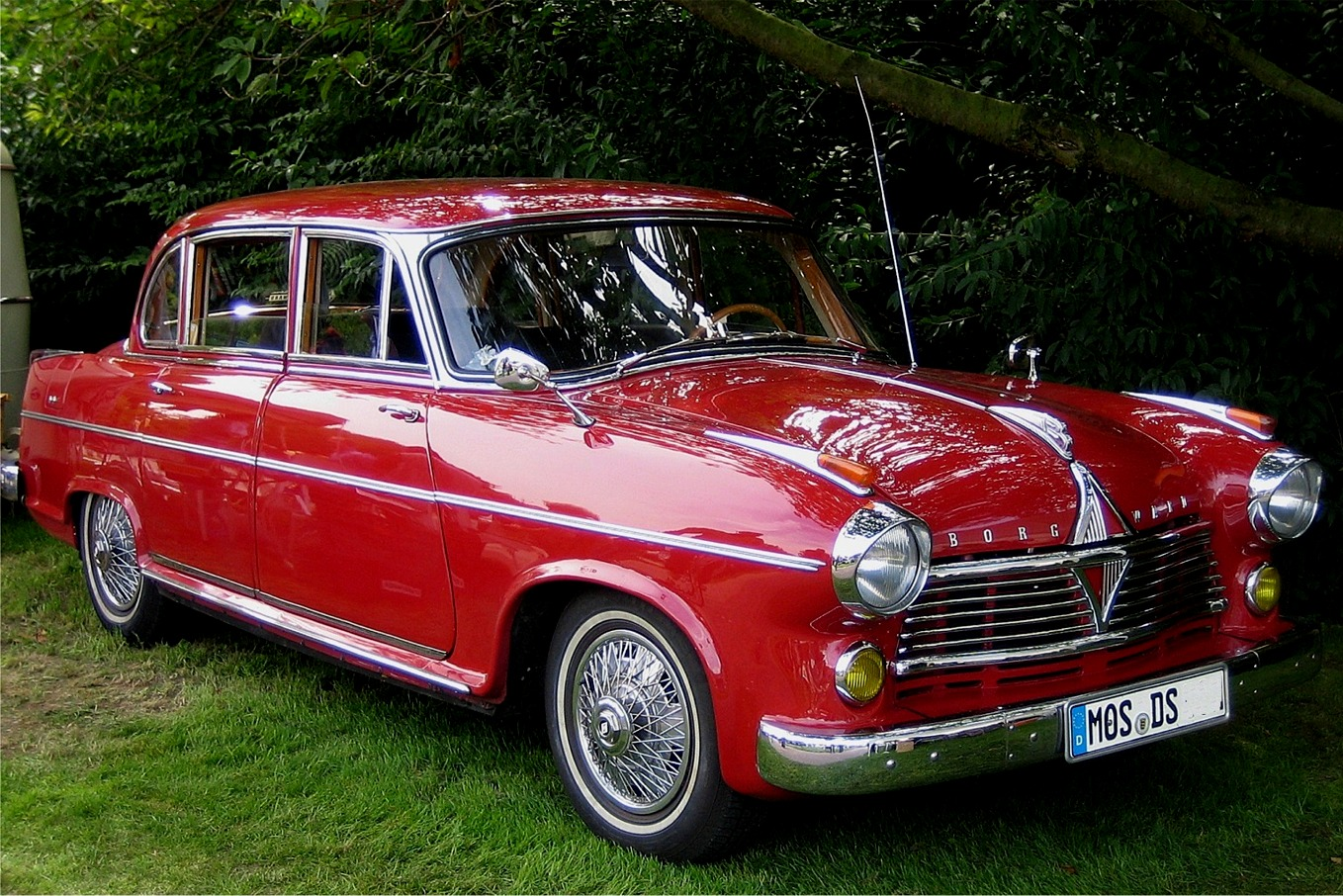
Pullman-Limousine Hansa 2400 [5], tricorps, 1955.
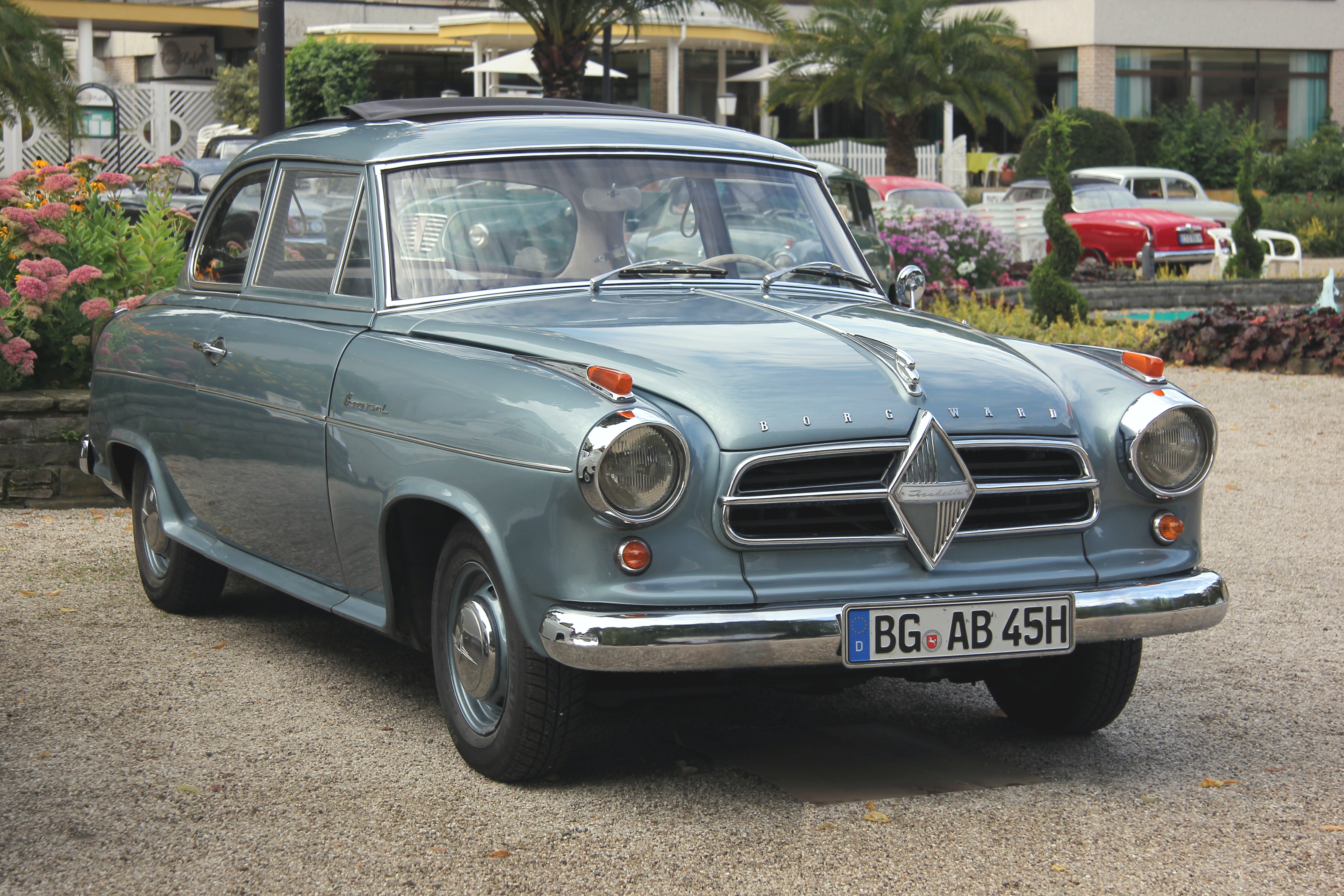
Borgward Isabella.
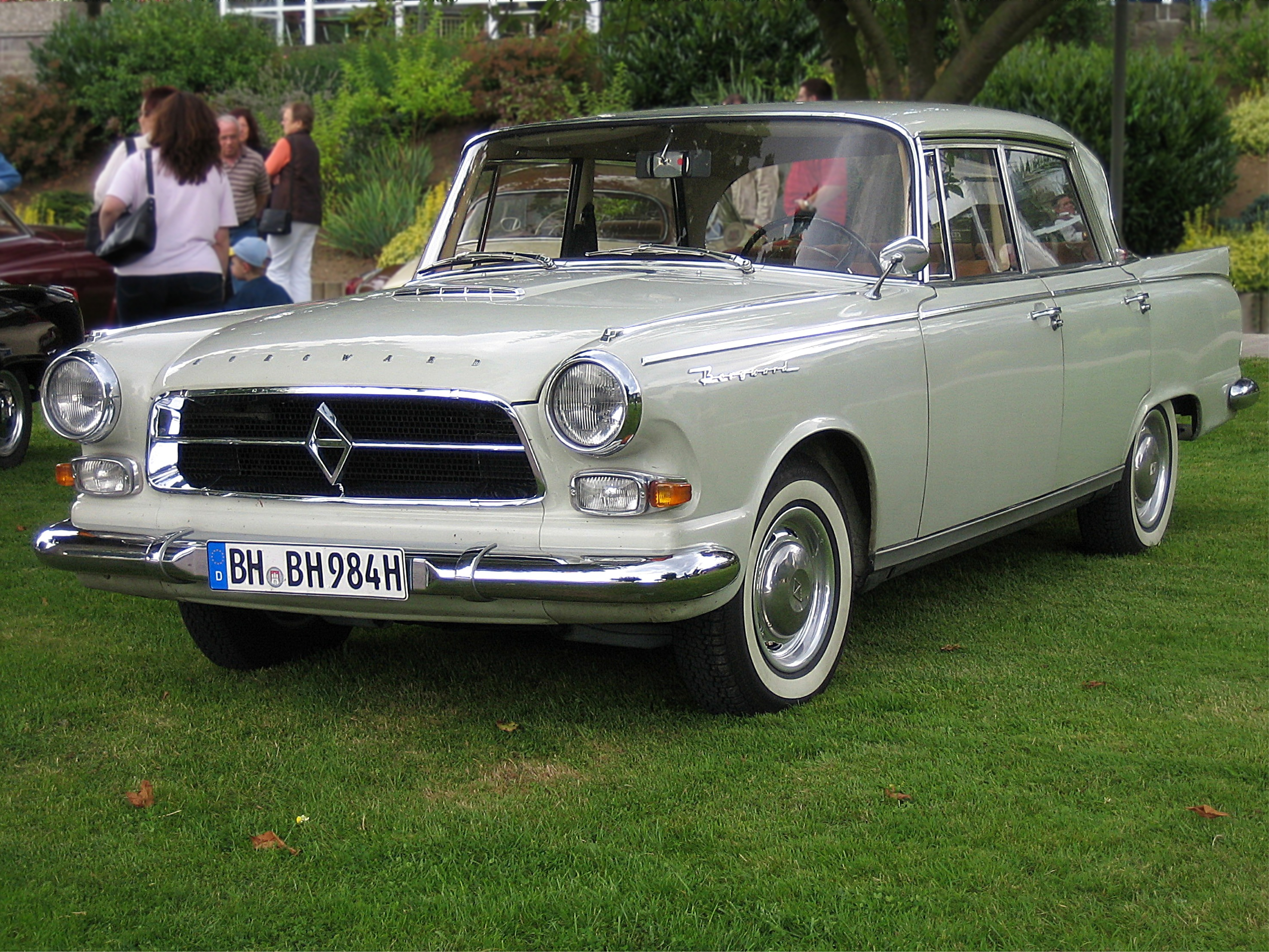
Borgward P 100, 1959.

## Le retour de Borgward, depuis 2005
En 2005, Borgward (Président) et Knöss (directeur général et vice-président du conseil de surveillance) ont entamé la résurrection de Borgward. Ils ont commencé le développement de nouvelles automobiles Borgward avec le concours du styliste norvégien Einar J. Hareide, créateur de la tournure de la Mercedes-Benz Classe E, mis en place l'organisation et l'équipe d'ingénierie et développé un concept d'automobile.
Christian Borgward possède la marque Borgward. Borgward AG est responsable du développement, de la production, des ventes et de la commercialisation des automobiles, navires et aéronefs Borgward.
Le 21 mai 2008, le petit-fils de Carl F. W. Borgward, Christian Borgward, en association avec son partenaire Karlheinz L. Knöss, a fondé Borgward Group AG à Lucerne (Suisse), grâce à son investisseur principal chinois Foton Motors.

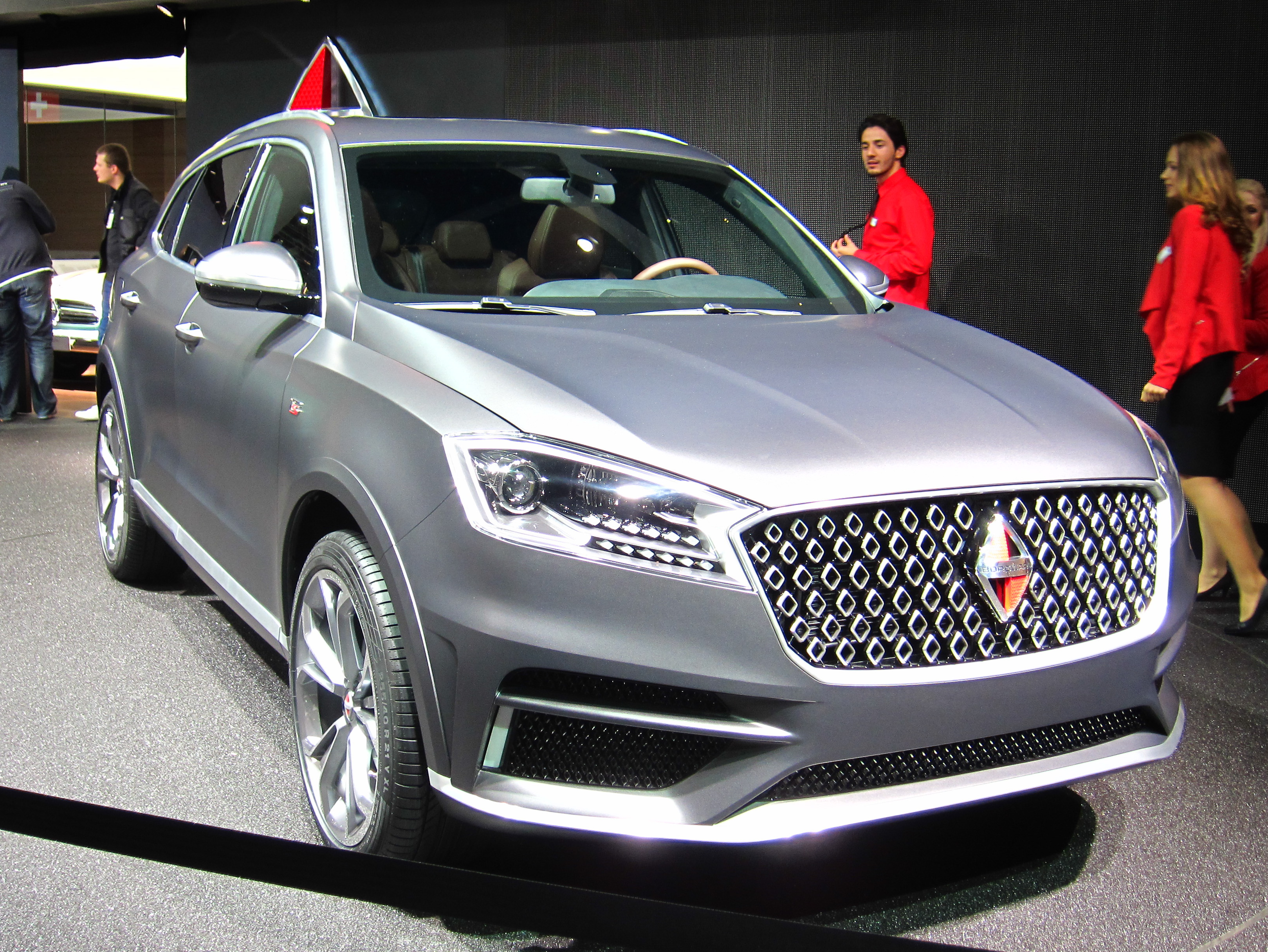
Borgward BX7 TS, présentation en 2015.

Borgward a annoncé au Salon international de l'automobile de Genève 2015 qu'il présenterait une voiture entièrement nouvelle après une absence de 54 années,.
Deux modèles de SUV sont présentés, le BX7 et le BX7TS. Avec ces modèles, Borgward souhaite se positionner au niveau des SUV haut de gamme.
Mais le constructeur chinois Foton – qui appartient à BAIC – et qui est bailleur de fonds de Borgward, indique qu’un tribunal de Pékin a déclaré la marque en faillite au mois de novembre 2022 après que les ventes de ses modèles ont chuté à moins de 4000 unités en 2021.